# Takurō Mochizuki
Pour les articles homonymes, voir Mochizuki.
Takurō Mochizuki, né le 26 août 1972, est un mathématicien japonais.

## Récompenses
- Médaille de l'Académie japonaise, 2010
- Prix de l'Académie des sciences du Japon, 2011[1],[2]